# Canque
Canque es una localidad de Trinidad y Tobago, que forma parte de la región de Mayaro-Rio Claro.

## Geografía
La localidad abarca parte de la isla Trinidad y limita al nortey oeste con Four Roads-Tamana (localidad perteneciente a la región de Sangre Grande) y al sur y este con Biche.

## Demografía
Datos demográficos de la localidad de Canque:
| Gráfica de evolución demográfica de Canque entre 2000 y 2011 |
|                                                              |